# Висмара, Дионисио
Дионисио Висмара (итал. Dionisio Vismara PIME, 14 марта 1867 года, Милан, Италия — 13 октября 1953 года, Хайдарабад, Индия) — католический прелат, епископ Хайдарабада с 11 мая 1909 года по 19 февраля 1948 год. Член миссионерской организации «Папский институт заграничных миссий».

## Биография
Родился 14 марта 1867 года в городе Милан, Италия. После получения богословского образования в семинарии миссионерской организации «Папский институт заграничных миссий» был рукоположен 1 декабря 1890 года в священника. Был направлен на миссию в Индию.
11 мая 1909 года Римский папа Пий X назначил Дионисио Висмару епископом Хайдарабада. 29 сентября 1909 года в Милане состоялось его рукоположение в епископа, которое совершил архиепископ Милана кардинал Андреа Карло Феррари в сослужении с титулярным епископом Эзани Пьером-Андре Вигано и титулярным епископом Фамагусты Джованни Маури.
19 февраля 1948 года подал в отставку, после чего был назначен титулярным епископом Тимбириаса. Скончался 13 октября 1953 года в Хайдарабаде.